# Scandarma raymondi
Scandarma raymondi es una especie de crustáceo braquiuro terrestre de la familia Sesarmidae.

## Distribución geográfica
Es endémica de Sabah (Borneo).